# Kwik(II)bromide
Kwik(II)bromide of mercuribromide is de anorganische verbinding van kwik en broom met de formule {\displaystyle {\ce {HgBr2}}}. Zoals alle zouten van kwik is ook dit een zeer toxische stof. Kwik(II)bromide kan in een directe reactie tussen kwik en broom worden bereid. Het is wit.

## Reacties
Kwik(II)bromide reageert en wordt toegepast als
- katalysator in de Koenigs–Knorrreactie, waarbij glycosidebindingen worden gevormd tussen koolhydraten.[3][4]
- Als reagens voor arseen wordt het in de Farmacopee beschreven.[5]

Het arseen in het monster wordt eerst met behulp van waterstof omgezet in arsine, dat vervolgens met kwik(II)bromide reageert:
{\displaystyle {\ce {AsH3\ +\ 3HgBr2\ ->\ As(HgBr)3\ +\ HBr}}}
Het witte kwik(II)bromide wordt bij aanwezigheid van arseen geel, bruin of zwart.
- Kwik(II)bromide reageert bij hoge temperatuur heftig met metallisch indium.[8]
- Bij blootstelling aan kalium kunnen schokgevoelige explosieve mengsels gevormd worden.[9]